# Wasserburg Uerzell
Die Wasserburg Uerzell, auch Burg Urzil oder Uerzeller Schloss genannt, ist eine abgegangene mittelalterliche Wasserburg der Niederadligen von Mörle, gelegen am nördlichen Ortsrand von Uerzell, einem Stadtteil des osthessischen Steinau an der Straße im Main-Kinzig-Kreis im Bundesland Hessen.

## Lage
Uerzell liegt etwa elf Kilometer nördlich von Steinau an der Straße in einem Seitental zum oberen Steinebach (Steinaubach), das vom Ürzeller Wasser durchflossen wird. Am nördlichen Ortsrand lag die einstige Wasserburg, die heute nur noch in verbauten Resten erhalten ist.

## Geschichte

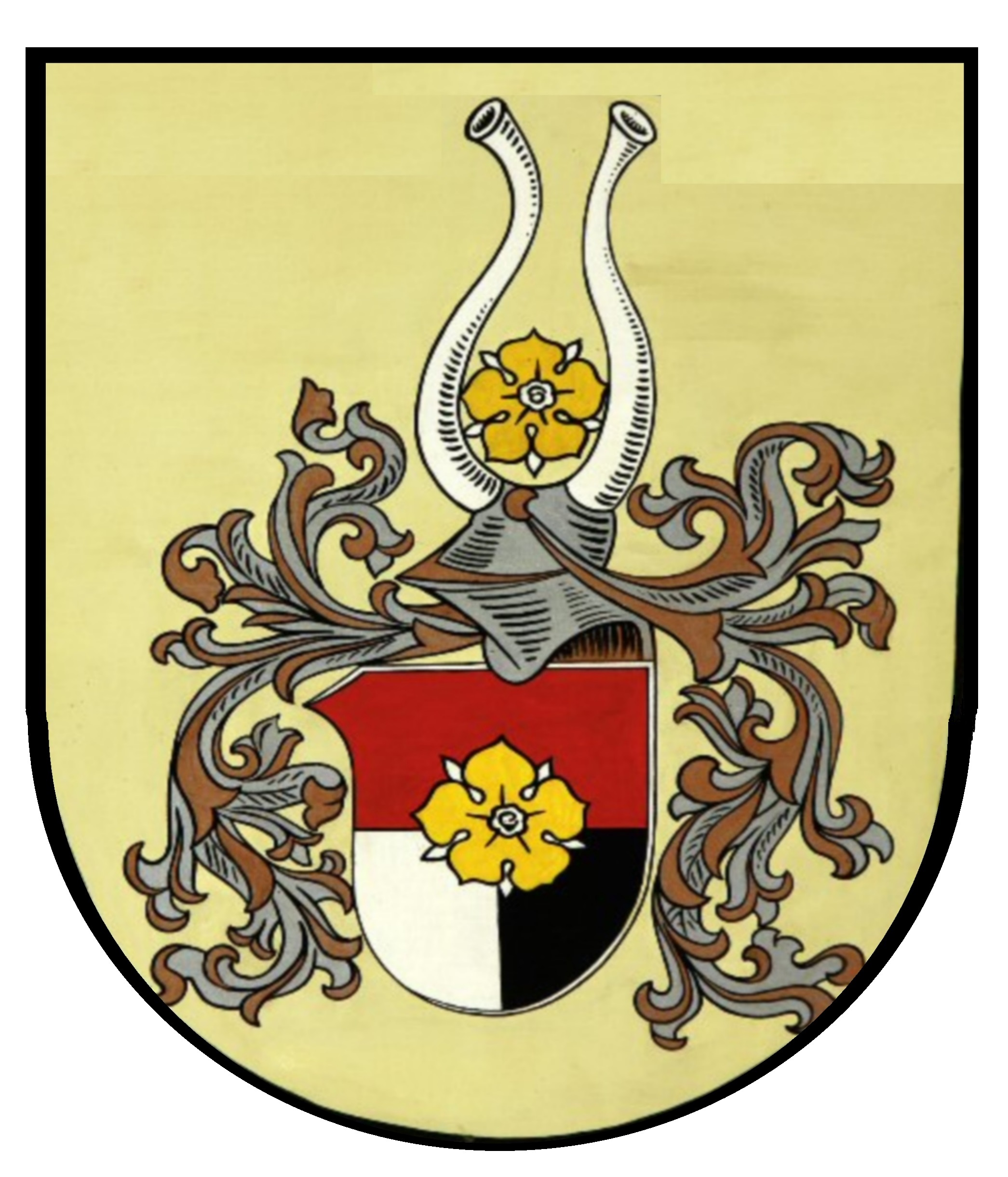
Wappen derer von Mörle genannt Beheim

Die Herren von Mörle sind 1227 erstmals urkundlich erwähnt. Um 1337 baute Heinrich von Mörle (Henz von Mörle, genannt Beheim), der Vogt des Gerichtes Ulmbach war, das dem Kloster Neuenberg bei Fulda gehörte, eine kleine Burg im Ort. 1357 trug er die Burg der Abtei Fulda als Lehen an. Ab 1359 war er Burgmann der hanauischen Burg in Steinau. Sein dortiger Nachfolger Konrad von Mörle geriet 1384 bis 1385 in die Auseinandersetzungen zwischen fuldischen Rittern und dem Kloster Schlüchtern. Nach dem Ende der Fehde musste er Graf Ulrich V. (Hanau), dem Schirmvogt des Klosters, das Öffnungsrecht zur Burg einräumen. Bis in die Mitte des 15. Jahrhunderts verlegten sich die von Mörle auf das Raubrittertum und waren berüchtigt für ihre Überfälle auf Kaufmannszüge. Als sie nach Gefangennahme des Ritters Johann von Wallenstein diesen nicht wieder auf freien Fuß setzten, wurde die Burg 1450 von Truppen des Fuldaer Abts Reinhard von Weilnau erobert und teilweise zerstört.
Die Burg wurde 1522 ein zweites Mal teilzerstört, als der fränkische Kreishauptmann Graf Georg II. von Wertheim auf Befehl des Kaisers Karl V. gegen den wegen seiner Fehde gegen die Reichsstadt Nürnberg und seiner Raubzüge und Wegelagerei  mit der Reichsacht belegten Ritter Mangold II. von Eberstein ins Feld zog, um dessen Habe und Güter einzuziehen. Georg von Wertheim eroberte und zerstörte nicht nur Mangolds Burg Brandenstein, die der Landfriedensbrecher allerdings zuvor verlassen hatte, sondern auch die Burg der Ebersteinschen Verbündeten in Uerzell. Erst 1543 wurde die Burg wieder instand gesetzt.
Nach dem Tod von Balthasar Philipp von Mörle im Jahre 1633 kam die Burg zunächst an den mit einer von Balthasars Töchtern verheirateten Daniel von Hutten, dann aber noch im gleichen Jahr an den ebenfalls mit einer Mörler Erbtochter verheirateten Hartwig von Thüngen. Die von Thüngen setzten Verwalter auf die Burg und hatten diese bis 1680 als fuldisches Lehen in Besitz. 1682 wurden die von Mauchenheim mit der Herrschaft belehnt. In den Jahren 1684 und 1699 kaufte die Abtei Fulda die kleine Herrschaft nebst Burg vollständig und setzte einen Amtmann ein. 1727 erfolgte eine neuerliche Instandsetzung, veranlasst durch Fürstabt Adolf von Dalberg.
1812 kam das Gebäude in Privathand. Seine Reste sind noch heute in Familienbesitz.

## Beschreibung
Das ursprüngliche Gebäude war dreistöckig und wurde 1870 auf zwei Stockwerke erniedrigt. Am Gebäude befand sich ein Wohnturm mit meterdicken Wänden, deren Reste heute in einem Wohngebäude eingebaut sind. Nebengebäude und Wehrmauern wurden am Ende des 19. Jahrhunderts niedergelegt. Die Wassergräben sind längst verfüllt, aber vor allem im hinteren Gelände noch teilweise erkennbar.